# Realme 5
O Realme 5 é um smartphone da empresa indiana/chinesa Realme lançado em 2019. É o sucessor do Realme 3, que foi lançado no mesmo ano.

## Especificações

### Hardware
O Realme 5 usa o SoC de 64 bits Qualcomm Snapdragon 665 AIE com uma processador octa core capaz de rodar a até 2,0 GHz e a GPU Adreno 610. É alimentado por uma bateria de 5000 mAh de alta capacidade. A parte frontal inclui um ecrã HD+ de 6,5 polegadas (720x1600) com proteção Gorilla Glass. 3. o dispositivo tem três modelos disponíveis: 3 GB de RAM/32 GB de memória, 4 GB de RAM/64 GB de memória ou 4 GB de RAM/128 GB de memória. Suporta expansão de memória até 256 GB através da ranhura para cartões microSD.

### Câmara
O Realme 5 tem uma configuração de câmara quádrupla que inclui um sensor primário de 12 megapixéis com abertura f/1.8. A segunda câmara é um sensor ultra grande angular de 8 megapixels, enquanto a terceira e quarta câmaras são sensores de 2 megapixels para profundidade e modo macro. A câmara frontal é um sensor de 13 megapixéis e tem um modo de beleza AI. As câmaras estão equipadas com IA e deteção de cenas para tirar melhores fotografias.

### Software
O Realme 5 vem com o ColorOS 6.0.1 baseado no sistema operativo Android 9.0 (Pie) e tem um design espacial personalizado e um modo de interação quase nativo exclusivo da Realme. A Realme desenvolveu a tecnologia de otimização da qualidade de som dos pequenos altifalantes Dirac Power Sound em conjunto com a Dirac Research AB para melhorar o áudio.

## Realme 5i
O Realme 5i, uma versão atualizada, foi lançado em janeiro de 2020. Ele é semelhante ao Realme 5 básico, mas tem uma câmera de 8 MP na frente e um design traseiro diferente. O preço do modelo básico do Realme 5i é o mesmo do modelo básico do Realme 5, começando em ₹ 11.999. O Realme 5i tem 64 GB de armazenamento interno com 3 GB de RAM. O 5 e o 5i podem ser atualizados para o Android 10.